# Шуберт-Яновська Олександра Іванівна
Олександра Іванівна Шуберт-Яновська (уроджена Куликова, за першим чоловіком — Шуберт, після другого шлюбу Шуберт-Яновська ; (26 березня (7 квітня) 1827 , Російська імперія  — 24 січня (6 лютого) 1909 , Крим ) — російська актриса.

## Біографія
Народилася 14 березня (26 березня за новим стилем) 1827 року в сім'ї колишнього кріпака, що став дворецьким та керуючим маєтками. Рідна сестра актора та письменника Миколи Куликова та актриси Парасковії Орлової.
Вперше вийшла на сцену у 5-річному віці. Два роки навчалася у театральному училищі у Петербурзі. З дитинства дружила із сім'єю Михайла Щепкіна, була його ученицею. У 1842 році дебютувала в Александринському театрі (Фанні — «Камілла, або Брат і сестра» Е. Скріба). У лютому 1843 року зарахована до трупи Александринського театру (повторний дебют у комедії Е. Скріба та Ф.-О. Варнера «Вічне кохання»).
З 1844 року виступала в трупі Малого театру. У 1847—1853 роках разом зі своїм першим чоловіком артистом М. А. Шубертом виступала на сцені Одеського театру. Користувалася великим успіхом у ролях амплуа інженю. Після 1853 року Олександра Шуберт повернулася в Александринський театр.
У 1860—1868 роках — у Малому театрі; потім грала у Вільно, Саратові, у трупі П. М. Медведєва у Казані, Орлі, Тамбові. Востаннє вийшла на сцену 1882 року в бенефіс П. А. Стрепетової на сцені Пушкінського театру Бренка у Москві. За відгуками сучасників манера її гри відрізнялася простотою та природністю.
Шуберт товаришувала з Олексієм Писемським, пистувалася з Іваном Гончаровим та ФедоромДостоєвським.
Померла у Криму 11 січня (24 січня за новим стилем) 1909 року.

## Пам'ять
За порадою Євгена Якушкіна написала спогади (залишилися незакінченими).

## Ролі Олександри Шуберт
- «Параша-Сибірячка» Миколи Полевого — Параша
- " Лихо з розуму " Олександра Грибоєдова — Ліза
- " Бідність не порок " Олександра Островського — Любов Гордіївна
- " Бідна наречена " Олександра Островського — Марія Андріївна
- " Віндзорські насміщниці " Вільяма Шекспіра — Квіклі
- « Ревізор» Миколи Гоголя — Мар'я Антонівна
- " Лев Гурич Синічкін " Дмитра Ленського — Ліза
- «Пані-служниця» Бурдіна — Флоретта
- Юлінька («Наречений із ножової лінії» Красовського)
- Мірандоліна («Мірандоліна, або Сідина в бороду, а біс у ребро» — переробка Блума комедії «Господиня готелю» Гольдоні)
- Василиса Перегринівна («Вихованка» Олександр Островського)
- Серафима («Винна» Олексія Потєхіна)